# Арнольді Володимир Митрофанович
Володи́мир Митрофа́нович Арно́льді (25 червня 1871 — 22 березня 1924) — український та російський ботанік, член-кореспондент АН СРСР (з 1923).

## Життєпис
Народився 25 червня 1871 року в м. Козлов Тамбовської губернії (нині м. Мічуринськ).
У 1893 році закінчив природознавче відділення фізико-математичного факультету Московського університету.
В 1898 році склав магістерський екзамен, в 1900 році захистив дисертацію на ступінь магістра ботаніки. З 1903 року був професором Харківського університету, у 1919—1922 роках — Кубанського, у 1922—1924 роках — Московського університетів.
Вивчав індивідуальний розвиток і процес запліднення у різноспорових папоротеподібних та голонасінних рослин й морфологію і флору водоростей.
Праця Арнольді «Вступ до вивчення нижчих організмів» була першим російським підручником з альгології.
В останні роки життя вивчав флору водоростей та їхнє поширення у водоймах Європейської частини СРСР.
1908 р. на кошти Російської АН здійснив подорож до Бейтензоргського ботанічного саду (о. Ява) та на інші острови, про що написав цікаву книгу «По островах Малайського архіпелагу». Очолив Харківську школу альгологів.
1917 р. організував біологічну станцію на річці Сіверський Донець.
Серед його учнів був член-кореспондент Академії Наук УРСР Д. О. Свиренко.
Помер у Москві 22 березня 1924 року.

## Пам'ять
Ім'ям Арнольді названі Вайда Арнольді, рід водоростей Arnoldiella V. V. Miller.

## Твори
- Введение в изучение низших организмов. Морфология и систематика зелёных водорослей и близких к ним организмов пресных вод. — М., 1902. — 216 с.
  - Новый организм из рода вольвоксовых Pyrobotris incurva // Юбил. сб. в честь 70-летия проф. К. А. Тимирязева: М.. — М., 1916. — С. 51—58.
  - Введение в изучение низших организмов. — Посмертн. изд., перераб. и доп. — М., 1925. — 355 с.
  - Очерк водорослей приазовских лиманов // Тр. Кубано-Черноморск. н.-иссл. ин-та. Работы Новороссийск. биостанции им. В. М. Арнольди. — 1928. — Вып. 57. — С. 5—15.
  - Материалы к флоре водорослей Кубанской области. Первые сведения о флоре водорослей степных рек // Сб. им. С. Г. Навашина. — М., 1928. — С. 105—117.
- Морфологические исследования над процессом оплодотворения у некоторых голосеменных растений. — X., 1906.
- О фитопланктоне Азовского моря // Рыбн. х-во. — 1923. — Т. III. — С. 174—175.